# Kruźlik
Kruźlik – niższy, wschodni wierzchołek Grzesia w Tatrach Zachodnich. Znajduje się w bocznej, północnej grani Wołowca. Na głównym wierzchołku Grzesia zmienia ona kierunek na wschodni, na Kruźliku na północno-wschodni i poprzez płytką Przełączkę pod Grzesiem i Czoło opada do głębokiej Bobrowieckiej Przełęczy. Granią tą przebiega granica polsko-słowacka oraz Wielki Europejski Dział Wodny między zlewiskami Morza Bałtyckiego i Morza Czarnego. Północno-zachodnie stoki Kruźlika opadają do Doliny Bobrowieckiej Orawskiej, we wschodnim kierunku, do Doliny Chochołowskiej opada z Krużlika grzęda oddzielająca Dolinczański Żleb od Bobrowieckiego Żlebu. Szczyt Kruźlika jest nieco kamienisty i zarastający kosodrzewiną. Stoi na nim słupek graniczny nr 253/2.
Górna część południowego, opadającego do Dolinczańskiego Żlebu stoku Kruźlika, od wysokości około 1400 m aż po grań Grześ – Łuczniańska Przełęcz jest trawiasta i również ma nazwę Kruźlik. Górna część stoku opadającego od obydwu szczytów Grzesia do Przełączki pod Grzesiem i do Doliny Bobrowieckiej to Suchy Upłaz, który również jest trawiasty. Są to halizny – pozostałości dawnej Hali Chochołowskiej. Po zniesieniu wypasu pozostawione zostały swojemu losowi, a to oznacza, że stopniowo zarastają kosodrzewiną i lasem, Suchy Upłaz w większym stopniu, niż Kruźlik.